# أفعى رباعية الخطوط
أفعى رباعية الخطوط (الاسم العلمي:  Elaphe quatuorlineata) (الأسماء الشائعة: الحنش رباعي الخطوط، وأفعى الجرذ البلغارية) هو نوع من أنواع الأفاعي التي تنتمي لعائلة أحناش. الأفعى رباعية الخطوط هي نوع غير سام من الأفاعي وواحدة من أكبر الأحناش الأوروبية.

## الوصف
يشير الاسم الشائع للأنواع هذه إلى العلامات الظاهرة على جسم الأفاعي البالغة منها، وهي: أربعة خطوط داكنة تمتد على طول جسمها ذو اللون البني-الصفراوي. على النقيض من ذلك، لدى الأفاعي اليافعة من هذا النوع سلسلة من البقع الظهرية البنية الداكنة التي يتخللها بقع بنية داكنة على الجانبين، ولون جسدها هو بني شاحب. يمتد خط أسود اللون من زاوية العين، البطن لونه قشدي إلى أبيض مع وجود علامات داكنة. يمكن للأفاعي البالغة من هذا النوع أن تنمو إلى طول قدره حوالي 180 سم، نادرا لحوالي 200 سم.

## التوزيع
تتواجد الأفاعي رباعية الخطوط ثعابين في إيطاليا، وعلى طول الساحل الغربي كله من شبه جزيرة البلقان، في النصف الغربي من اليونان والعديد من الجزر اليونانية، منطقة مقدونيا، والمنطقة الجنوبية الغربية من بلغاريا، وساحل سلوفينيا وساحل كرواتيا، والبوسنة والهرسك، والجبل الأسود، ومقدونيا الشمالية، وألبانيا. العدد الكلي لهذه الأفاعي وكثافة السكان لأفرادها يعتبر غير معروف.

## الموائل والسلوك
الأفعى رباعية الخطوط تفضل المناطق التي يسودها مناخ البحر الأبيض المتوسط وتعيش وتتواجد في الموائل التي تتميز بالنباتات والجدران الحجرية وبقع متفرقة من الغابات والمناطق الموجودة على حافة الغابات والمباني المهجورة. في الشتاء، تقضي أفراد من هذه الأفاعي وقتها في جحور القوارض المهجورة، في مجموعات تتكون من أربعة إلى سبعة أفاعي. عادة ما يكون سلوكها أكثر هدوءًا من سلوك الأفاعي الأخرى (نادراً ما يصدر صوت هسهسة -تهديد-، أو يحاول أن يعض-مع أنه غير سام) وعادة ما تكون هذه الأفاعي نشطة في فترات الصباح والفترات التي ما بعد الظهر. هذه الأفاعي تتسلق الأشجار ببراعة تامة، وبالتالي، غالبًا ما يمكن العثور عليها في قمم الأشجار.

## النظام الغذائي
تتكون نسبة كبيرة من النظام الغذائي لهذه الأفاعي من الثدييات الصغيرة، مثل الأرانب والسناجب والفئران. كما وتتغذى أيضًا على الطيور وعلى السحالي وعلى السلاحف التي تفقست حديثًا، وعلى البيض. وقد ثبت أن الإناث تتغذى على الطيور بصورة أكثر من الذكور.

## التكاثر
يستمر موسم التزاوج من شهر أبريل إلى شهر مايو. فترة الحمل لدى الإناث تستمر حوالي مدة شهرين، ويتم وضع البيض في فترة الصيف. عادة، تضع الإناث ما بين حوالي 6-18 بيضة وتحتضنها لمدة تتراوح ما بين 40-60 يومًا.

## حالة الحفظ
تعتبر الأفعى رباعية الخطوط معرضة لخطر الانقراض في بلغاريا بسبب الصيد غير المشروع قانونيا وبسبب انتشار مجال الزراعة. كما وأُدرجت هذه الأفاعي على القائمة الحمراء للأنواع المهددة بخطر الانقراض من قبل الاتحاد الدولي لحفظ الطبيعة، ودرجت على أنها «مهددة بالخطر القريب» بسبب الانخفاض الكبير المحتمل في أعدادها وفقدان الموائل التي تعيش بها على نطاق واسع.